# David Peterson (beisbolista)
David John Peterson (Arcadia, California, 3 de septiembre de 1995), más conocido como David Peterson, es un jugador profesional estadounidense de béisbol que se desempeña en la posición de lanzador en New York Mets, equipo de las Grandes Ligas de Béisbol (MLB).

## Carrera
En 2020, Peterson hizo su debut en la MLB con el equipo New York Mets, donde lleva jugando cinco temporadas.